# Iria Ribadomar Molina
Iria Ribadomar Molina (Cambados, 1985) es una pintora, dibujante, ilustradora y diseñadora española.

## Trayectoria
Iria Ribadomar creció en un hogar donde las manualidades, la artesanía y el dibujo estaban presentes, principalmente de la mano de su madre y de su tía. De niña tenía mucha afición por el dibujo que nunca dejó de hacer, explorando y descubriendo su vocación.

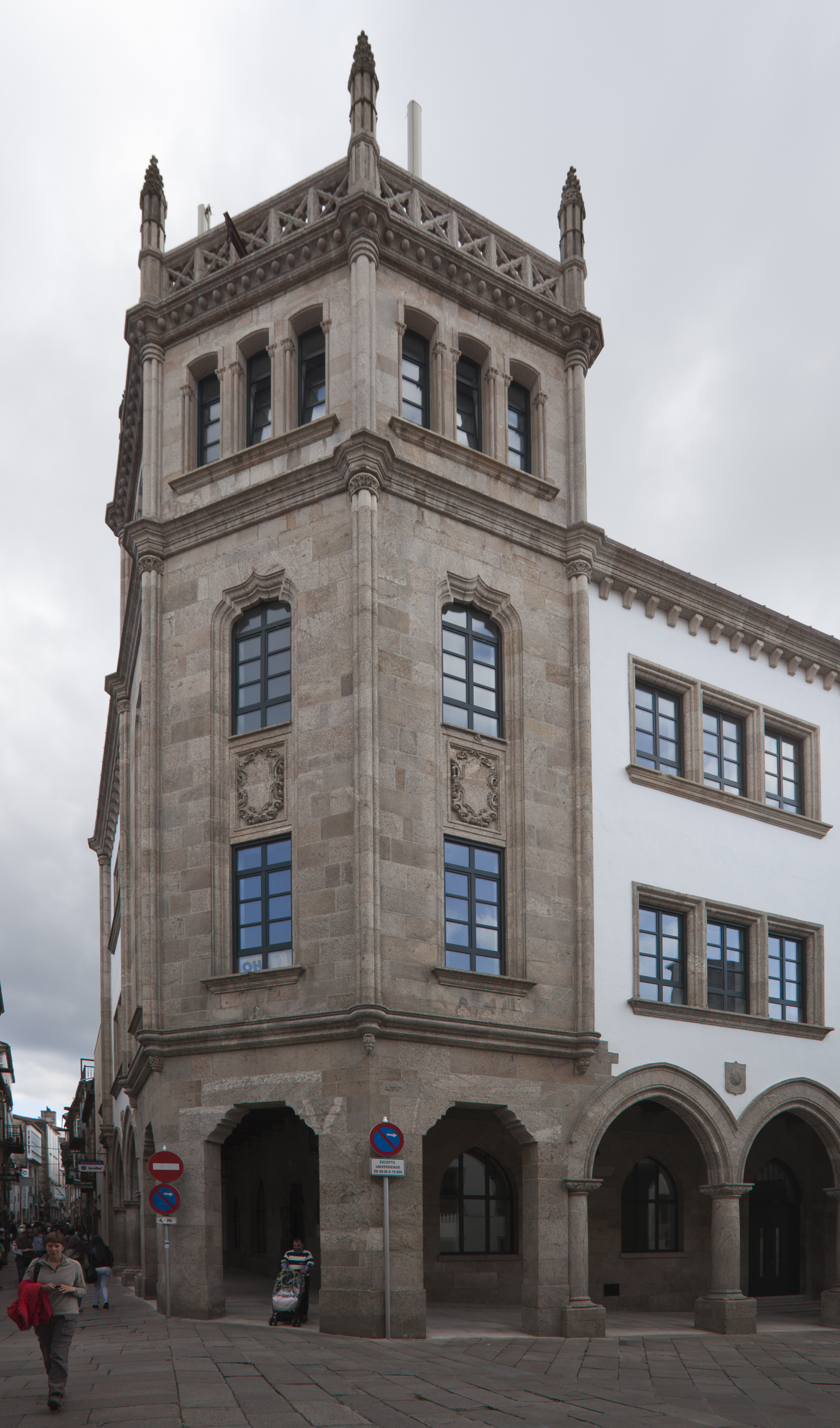
Edificio de Correos (Santiago de Compostela)

Se fue a Santiago de Compostela en 2003 para estudiar en la Escuela de Arte y Diseño Mestre Mateo (EASDE) y Arquitectura Efímera. Años más tarde solicitó un permiso para actividades de arte callejero y en 2009 comenzó a pintar, exhibir y vender su obra en el centro histórico de Santiago. Para ella, ese tiempo fue como un máster en arte al aire libre y una experiencia clave en la que pudo mostrar su trabajo a personas de todo el mundo, desde los porches del edificio de Correos de la ciudad.

Reivindica las costumbres y la cultura gallega, rechazando la idea de la baja autoestima que dicen que se tiene en Galicia. Por eso, como gesto activista luce el mandil desde el inicio, destacando a las mujeres como inspiradoras su obra. Así es como se la conoce como la artista del delantal, que siempre luce orgullosa.
Como mujer, gallega y de clase trabajadora, me siento muy identificada con las señoras con mandil que llevan con mucha dignidad el peso de las responsabilidades impuestas en sus vidas.

## Obra
En su obra combina el dibujo y la pintura. Los proyectos que realiza abarcan una amplia gama, desde diseño de carteles, ilustraciones decorativas, portadas de publicaciones, escenografías, packaging, etc. En 2013 creó Deica! Creaciones, un proyecto en torno a la cultura gallega en el que sintetiza lo que representa para ella la identidad gallega.
Ribadomar está convencida del poder del arte como herramienta de cambio social, por lo que participa en actividades feministas y de promoción del arte como el Delas Fest, el primer festival feminista de arte urbano y conceptual de Europa, o iniciativas con motivo del Día del Rosario, añadiendo la campaña #euquedonacasa originada en 2020 por la situación de pandemia del COVID-19, o el Día de la Ilustración . En este último caso, en el año 2021 RIbadomar realizó un cartel en honor a la figura de Lolita Díaz Baliño, precursora de la ilustración en Galicia y referente para profesionales de la ilustraciónen.
También colaboró en la creación de imágenes para fechas señaladas como el 8 de marzo, el 25 de julio o el 25 de noviembre … así como el cartel de las fiestas de la Ascensión de Santiago de Compostela en 2018 homenajeando a las mujeres, a las personas que trabajan durante las fiestas y a los carteles que se realizaban a principios del siglo XX.
En 2019 presentó el Callejero de Cambados, del que realizó el diseño. Fue el primero, en ese momento, trilingüe con elementos en tres dimensiones y destacando los principales recursos turísticos de su ciudad natal.
Publicó dos libros de actividades para colorear y pintar, Un libro para pintar en gallego . (2017) y II Libro para pintar en gallego (2018), editados por Sacauntos, en castellano y gallego.